# FC Alania Vladikavkaz
El FC Alania Vladikavkaz (en ruso: ФК «Алания Владикавказ», en osetio: ФК «Алани» Дзæуджыхъæу Дзæуджыхъæу) es un club de fútbol ruso, de la ciudad de Vladikavkaz en la República de Osetia del Norte-Alania. Fue fundado en 1921 y actualmente juega en la Segunda División de Rusia, el tercer nivel de ligas del fútbol ruso. Los colores tradicionales del club son camiseta a rayas rojas y amarillas y pantalón blanco —los colores de la bandera de Osetia del Norte—.
El Alania es uno de los equipos más importantes del sur de Rusia. El club jugó dos temporadas en la Soviet Top Liga durante el periodo soviético y se proclamó campeón de liga de Rusia en 1995, su único título oficial hasta la fecha. En la temporada 2013-14 el Alania fue descendido por graves problemas financieros de Primera a Segunda división. El equipo disputa sus partidos como local en el Estadio Republicano Spartak, con capacidad para más de 30 000 espectadores.

## Historia

### Nombres
- 1921—1923 — «Yunitas»
- 1923—1924 — KIM
- 1924—1939 — Equipo en honor a Lenin
- 1940—1971, 1972—1994, 2006, desde 2016 — «Spartak»
- 1972 — «Avtomobilist»
- 1995—1996, 2003 — «Spartak-Alania»
- 1996—2002, 2004—2005, 2007—2016, 2019 —  «Alania»

### Era soviética
Fue fundado en 1921. En 1970 el equipo disputó por primera vez la Primera División de la URSS, rematando en último lugar, con siete triunfos y ocho empates en 32 partidos, y descendiendo a la Primera Liga. En 1981 obtuvo el 21.er lugar, por lo que volvió a descender, esta vez a la Segunda Liga. En 1983 salió campeón de su zona en dicha división, logrando el ascenso. En 1990 se tituló campeón de la Primera Liga, ascendiendo a Primera División. En la temporada 1991, la última antes de la disolución de la Unión Soviética, obtuvo el 11.º lugar, con nueve triunfos y ocho empates en 30 partidos.

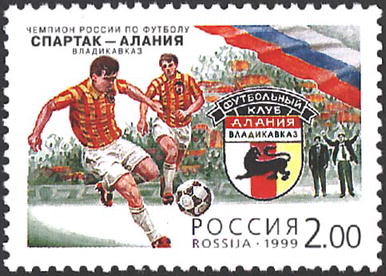
Sello postal del Alania, campeón ruso en 1995.

### 1992-presente
En 1992 fue subcampeón de la primera Liga Premier de Rusia, ganada por el Spartak de Moscú. Tras obtener la sexta ubicación en 1993 y la quinta en 1994, logró su primer campeonato en 1995, alcanzando 71 puntos, seis de diferencia sobre su más cercano perseguidor, el Lokomotiv de Moscú. Este título le dio derecho a participar en la Liga de Campeones 1996-97. Fue eliminado por los Glasgow Rangers escoceses en la ronda clasificatoria, cayendo por 3:1 en el partido de ida y por 7:2 en el de vuelta. En 1996 volvió a obtener el subcampeonato. Logró 72 puntos, los mismos que el campeón, el Spartak de Moscú, pero los capitalinos vencieron por 2:1 en el partido de desempate, disputado en el Estadio Petrovsky de San Petersburgo, y se hicieron con el título. Luego de ubicarse décimo en 1997, octavo en 1998 y sexto en 1999, a partir del año 2000 el equipo comenzó a sufrir un declive que llevó al descenso en 2005, luego de ocupar el 15.º lugar en la tabla de posiciones.

#### Descenso a Segunda División
El 14 de febrero de 2006 la liga decidió hacer descender a Segunda División al Alania Vladikavkaz y al Lokomotiv Chitá debido a irregularidades judiciales y admitir en Primera al Lada Togliatti y al Mashuk-KMV Piatigorsk, como subcampeones de Segunda. La Unión del Fútbol de Rusia vetó la decisión y obligó a la liga a readmitir al Alania y al Lokomotiv Chitá, dejando de manera temporal a la Primera División con 24 equipos. Finalmente, y después de que se revelaran nuevas evidencias el 21 de marzo, la liga y la Unión del Fútbol acordaron hacer descender a ambos clubes.
En su primera temporada en la Segunda División, el club ganó la zona Sur y obtuvo el ascenso a Primera. La temporada 2007 la terminó en la 12.ª posición.
En febrero del año 2014, el Alania se retira de la temporada 2013/14 de la Primera División de Rusia debido a la liquidación financiera y problemas de patrocinio, llevando al club a su desaparición.
Antes de la temporada 2014/15, el club filial FC Alania-d Vladikavkaz desaparece y cede su lugar en la Segunda División de Rusia al primer equipo.

## Uniforme
- Uniforme titular: Camiseta a franjas verticales rojas y amarillas, pantalón blanco, medias rojas.
- Uniforme alternativo: Camiseta blanca, pantalón blanco, medias blancas.

## Equipo reserva
El equipo reserva del Alania jugó profesionalmente como FC Spartak-d Vladikavkaz (tercera liga de Rusia en 1995), FC Alania-d Vladikavkaz (tercera liga de Rusia en 1997) y FC Alania-2 Vladikavkaz (Segunda División de Rusia en 1998). En 2011 entró en la Segunda División de Rusia una vez más como el FC Alania-d Vladikavkaz.

## Entrenadores
La siguiente es una lista de algunos de los entrenadores que han dirigido al Alania:
- Grigoriy Gornostaev (1966–67)
- Mussa Tsalikov (1967)
- Andrei Zazroyev (1968–70)
- Kazbek Tuaev (1970)
- Sergei Korshunov (1971)
- Dmitri Chikhradze (1971)
- Andrei Zazroyev (1972)
- Ivan Larin (1973)
- Kazbek Tuaev (1974–77)
- Viktor Belov (1977–78)
- Mussa Tsalikov (1978–80)
- Andrei Zazroyev (1980–81)
- Alexander Kochetkov (1982)
- Valeri Maslov (1983)
- Ivan Varlamov (1984)
- Valeri Ovchinnikov (1985–86)
- Igor Zazroyev (1986–87)
- Oleg Romantsev (1988)
- Valeriy Gazzaev (1989–91)
- Nikolay Khudiyev (1991)
- Aleksandr Novikov (1992–93)
- Valeriy Gazzaev (1994–99)
- Vladimir Gutsaev (2000)
- Aleksandr Averyanov (2000–01)
- Aleksandr Yanovskiy (2001–02)
- Volodymyr Muntyan (2002)
- Bakhva Tedeyev (2002)
- Revaz Dzodzuashvili (2003)
- Nikolay Khudiyev (2003)
- Bakhva Tedeyev (2003–04)
- Rolland Courbis (2004–05)
- Yuri Sekinaev (2004)
- Bakhva Tedeyev (2005)
- Edgar Gess (2005)
- Itzhak Shum (2005)
- Aleksandr Yanovskiy (2005–06)
- Boris Stukalov (2006–07)
- Stanislav Tskhovrebov (2007–08)
- Valery Petrakov (2009)
- Mircea Rednic (2009)
- Vladimir Shevchuk (2010–11)
- Vladimir Gazzayev (2011–2012) (2013-2014)
- Artur Pagayev (2014-2015)
- Zaur Tedeyev (2015-2016)
- Fyodor Gagloyev (2016)
- Marat Dzoblayev (2016-2017)
- Yuri Gazzaev (2018)
- Spartak Gogniyev (2019-2022)
- Zaur Tedeyev (2022–2023)
- Oleg Vasilenko (2023-presente)

## Palmarés

### Torneos nacionales
- Liga Premier de Rusia (1): 1995
  - Subcampeón (2): 1992, 1996.

- Primera Liga Soviética (2): 1969, 1990

- Copa de Rusia
  - Subcampeón (1): 2011/2012

## Participación en competiciones de la UEFA
| Temporada | Torneo             | Ronda            | País       | Club              | Marcador          |
| --------- | ------------------ | ---------------- | ---------- | ----------------- | ----------------- |
| 1993–94   | UEFA Cup           | 1                | Alemania   | Borussia Dortmund | 0–0, 0–1          |
| 1995–96   | UEFA Cup           | 1                | Inglaterra | Liverpool FC      | 1–2, 0–0          |
| 1996–97   | Champions League   | Clasificatoria   | Escocia    | Rangers F.C.      | 1–3, 2–7          |
| 1996–97   | UEFA Cup           | 1                | Bélgica    | RSC Anderlecht    | 2–1, 0–4          |
| 1997–98   | UEFA Cup           | Clasificatoria 2 | Ucrania    | Dnipro            | 2–1, 4–1          |
| 1997–98   | UEFA Cup           | 1                | Hungría    | MTK               | 0–3, 1–1          |
| 2000–01   | UEFA Cup           | 1                | Polonia    | Amica Wronki      | 0–3, 0–2          |
| 2011–12   | UEFA Europa League | Clasificatoria 3 | Kazajistán | FC Aktobe         | 1–1, 1–1 (4–2 p.) |
| 2011–12   | UEFA Europa League | Play-Off         | Turquía    | Besiktas JK       | 0–3, 2–0          |